# 管理工学研究所
株式会社管理工学研究所（かんりこうがくけんきゅうしょ、Kanrikogaku Kenkyusho, Ltd.、略称: K3, kthree）は、日本のソフトウェア開発会社である。本社を東京都千代田区に持つほか、開発拠点として東京都目黒区に目黒分室を、石川県金沢市と福井県福井市に北陸分室を擁する。創業は1967年（昭和42年）であり、独立系ソフトウェアハウスの中では老舗に入る。

## 概要
1967年に当時、慶應義塾大学理工学部管理工学科の助教授であった関根智明が、自身の研究室の大学院生らとともに創業した。
当初はFORTRANやCOBOLのコンパイラ開発を手がけ、NECのパソコンPC-9800シリーズの処理系である「N88-BASIC(86)」の開発作業の一部も請け負った。
パソコン用OSの主流がMS-DOSであった時代には、ワープロソフト「松」やデータベースソフト「桐」を擁し、ジャストシステムやロータスと肩を並べる有力ソフトメーカーの地位にあった。ロータスの表計算ソフト「Lotus 1-2-3」の日本語化作業も請け負っていた。しかし、1995年にWindows 95が発売されてブームとなり、パソコン用OSがMS-DOSからWindowsに移行した時期にWindows対応が遅れたこと（Windows版「桐」の発売は1997年10月）等の要因により、これらパソコン用ソフトのシェアを失った。
一方で大型日本語組版システムであるEdianシリーズを開発し、1989年に住友金属システム開発を販売元として「SMI EDIAN」をリリースした。同シリーズはその後もリリースを重ね、35年後の2024年現在もNECネクサソリューションズから商品名「SUPER DIGITORIAL/EW」として販売されている。
このEdianの他にも分野別のシステムおよびサービスの提供に注力し、自社IPRをコアとしたビジネスを継続している。
2024年現在、継続的にバージョンアップを行っている「桐」に加えて、分野別のシステム・サービスの開発・提供と、高度エンジニアリングの提供を主軸とした事業展開を行っている。

## 主な製品

### 分野別システム・サービス
- SUPER DIGITORIAL/EW（スーパーデジトリアル イーダブリュー：業務用DTPシステム）
- Raporte (ラポルテ：医療型障害児入所施設（重心）・精神科病院向けオーダエントリ・電子カルテシステム)
- mims（マイムズ：病児保育施設向けインシデント管理システム）
- bmic-ZR（ビーミック ゼットアール：在宅ケア支援サービス）
- HEURiS（ヒューリス：校務支援システム）
- YELL（エール：時間割作成ソフト）
- どこいっ太Air（どこいった エアー：工場・倉庫向け屋内位置検知システム）

### パソコン用ソフト
桐を除いて販売を終了した。
- 松、松風（ワープロソフト）
- 桐（データベースソフト）
- 鶴（画像ソフト）
- 松茸（日本語入力システム）
- 蘭（通信ソフト）
- 楓（グラフソフト）

### モバイル端末用アプリ
販売を終了した。
- +J For S60（NOKIA端末用日本語表示プラグイン）
- Notea（電子付箋ソフトウェア）富士通等からの特許ライセンス契約により実現した[6]。
- mobileESCORT 携帯電話からの対話型コンテンツをプログラムなしに実現するソリューションシステム。ドコモ・テクノロジ株式会社と共同開発[7]。